# Wiesław Ochman

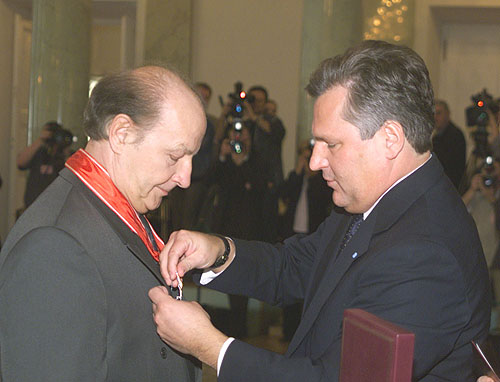
Prezident Alexandr Kwaśniewski vyznamenává Wiesława Ochmana velkokřížem Řádu znovuzrození Polska

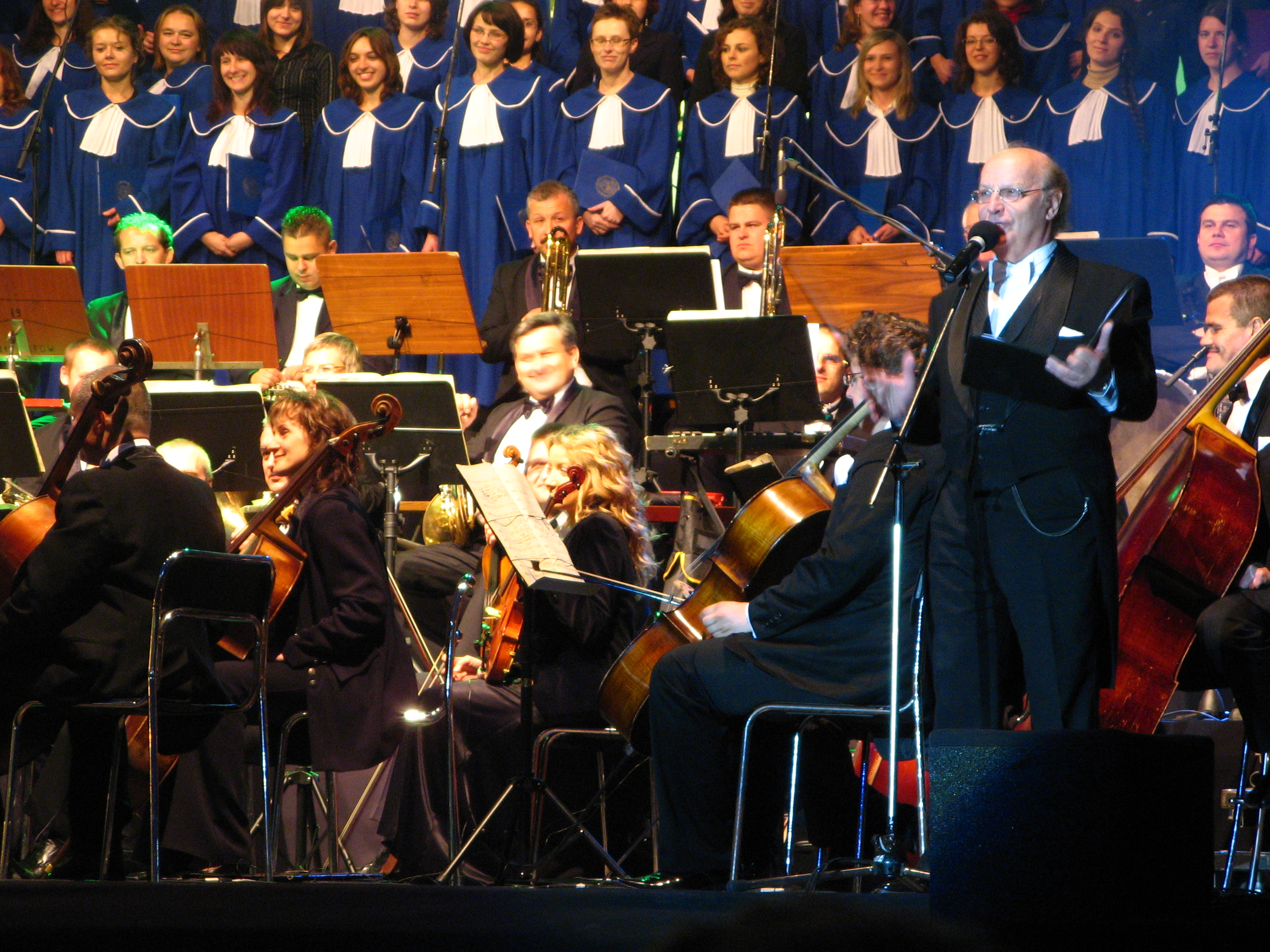
Wiesław Ochman na koncertu v Zamośći v roce 2008

Wiesław Ochman (* 6. února 1937 Varšava) je polský operní zpěvák oboru lyrický tenor.

## Kariéra
Ochman se zpočátku nevěnoval výhradně hudbě. Když ale studoval Těžební a hutní akademii v Krakově, kterou v roce 1960 absolvoval jako inženýr-keramik, byl též členem a sólistou školního sboru Krakus. Současně začal studoval zpěv, a to postupně pod vedením Gustawa Serafina (1955–1959) a Marie Szłapakové (v Bytomi, 1960–1963). Hned v roce 1960 získal angažmá ve Slezské opeře v Bytomi, v roce 1963 se stal členem opery v Krakově a hned od následujícího roku sólistou Velkého divadla ve Varšavě, kde se proslavil jako Jontek v Moniuszkově Halce.
Mezinárodní kariéru započal v roce 1967 v Berlíně jako Turiddu v Sedláku kavalírovi, poté působil v Mnichově a Hamburku. Dobyl si také první úspěchy na festivalech, např. na operním festivalu v Glyndebourne (debut jako Lenský v Čajkovského Evženu Oněginovi) a Salcburském festivalu. V roce 1972 vystupoval v Pařížské opeře, v Chicagu i San Franciscu. V roce 1975 v roli Arriga v opeře Sicilské nešpory Giuseppe Verdiho debutoval na jevišti Metropolitní opery v New Yorku.
Kromě zmíněných vystupoval na jiných největších operních scénách, např. v milánské La Scale (1982), v Gran Teatre del Liceu v Barceloně, v Buenos Aires, Madridu, Moskvě, Římě, Seville i Vídni. Spolupracoval s nejvýznamnějšími orchestry včetně Vídeňských a Berlínských filharmoniků pod taktovkou Herberta von Karajana a Karla Böhma.
Po roce 1999 se Ochman začal věnovat také režijní profesi, když nastudoval v Bytomi Dona Giovanniho W. A. Mozarta, Traviatu Verdiho a Careviče Franze Lehára.
Samostatnou oblast Ochmanovy umělecké činnosti tvořila oratorijní hudba.
Účinkoval na řadě nahrávek pro světové nahrávací společnosti jako Deutsche Grammophon, Polydor, EMI, Decca, ale také pro Supraphon nebo polskou Muzu.  Společnost Naxos ho označuje za prvního světově proslulého polského tenoristu od dob Jana Kiepury.
Dalším zaměřením činnosti Wiesława Ochmana bylo malířství (hlavně krajinářství). Jeho díla byla vystavována na mnoha místech.
V roce 2001 byl vyznamenán Řádem znovuzrozeného Polska II. třídy.

## Česká hudba
Wiesław Ochman často vystupoval v Československu a Česku a byl úspěšným propagátorem české hudby i v zahraničí.
V roce 1987 ho například Václav Neumann pozval, aby účinkoval v unikátním uvedení Dvořákovy Svaté Ludmily s Českou filharmonií, Gabrielou Beňačkovou, Věrou Soukupovou, Peterem Mikulášem a Miroslavem Koppem.
Opakovaně vystoupil i přímo na Pražském jaru, např. ještě v roce 1997, kdy zpíval sólo v Dvořákově Te Deum.
Jeho umění je zaznamenáno na supraphonské nahrávce opery Rusalka Antonína Dvořáka (s Beňačkovou a Richardem Novákem za Neumannova řízení). Pro Orfeo nahrál Dvořákovu Armidu.
S Gabrielou Beňačkovou účinkoval také při koncertním provedení Její pastorkyně v newyorské Carnegie Hall v roce 1988 a jeho výkon je zaznamenán na nahrávce Její pastorkyně firmy Decca z roku 1982, v provedení Vídeňských filharmoniků řízených Charlesem Mackerrasem (s Elisabeth Söderströmovou, Evou Randovou a Peterem Dvorským).